# Gabrielle Solis
Pour les articles homonymes, voir Solis.
 (avril 2011).
Gabrielle Solis (née Marquez, veuve Lang) est le nom d'un personnage fictif du feuilleton Desperate Housewives, interprété par Eva Longoria.

## Nom du personnage
Née Marquez, Gabrielle se fait connaitre sous le nom de Solis lors des deux premières saisons de la série (du nom de son premier mari Carlos Solis). Au milieu de la troisième saison, elle se sépare de ce dernier et reprend son nom de jeune fille. À la fin de la saison, elle épouse Victor Lang et de ce fait devient Gabrielle Lang. Quand celui-ci meurt, elle épouse Carlos pour la seconde fois et reprend finalement le nom de son époux. Surnommée Gabriella par sa mère, ses proches la surnomment Gaby.

## Histoire du personnage

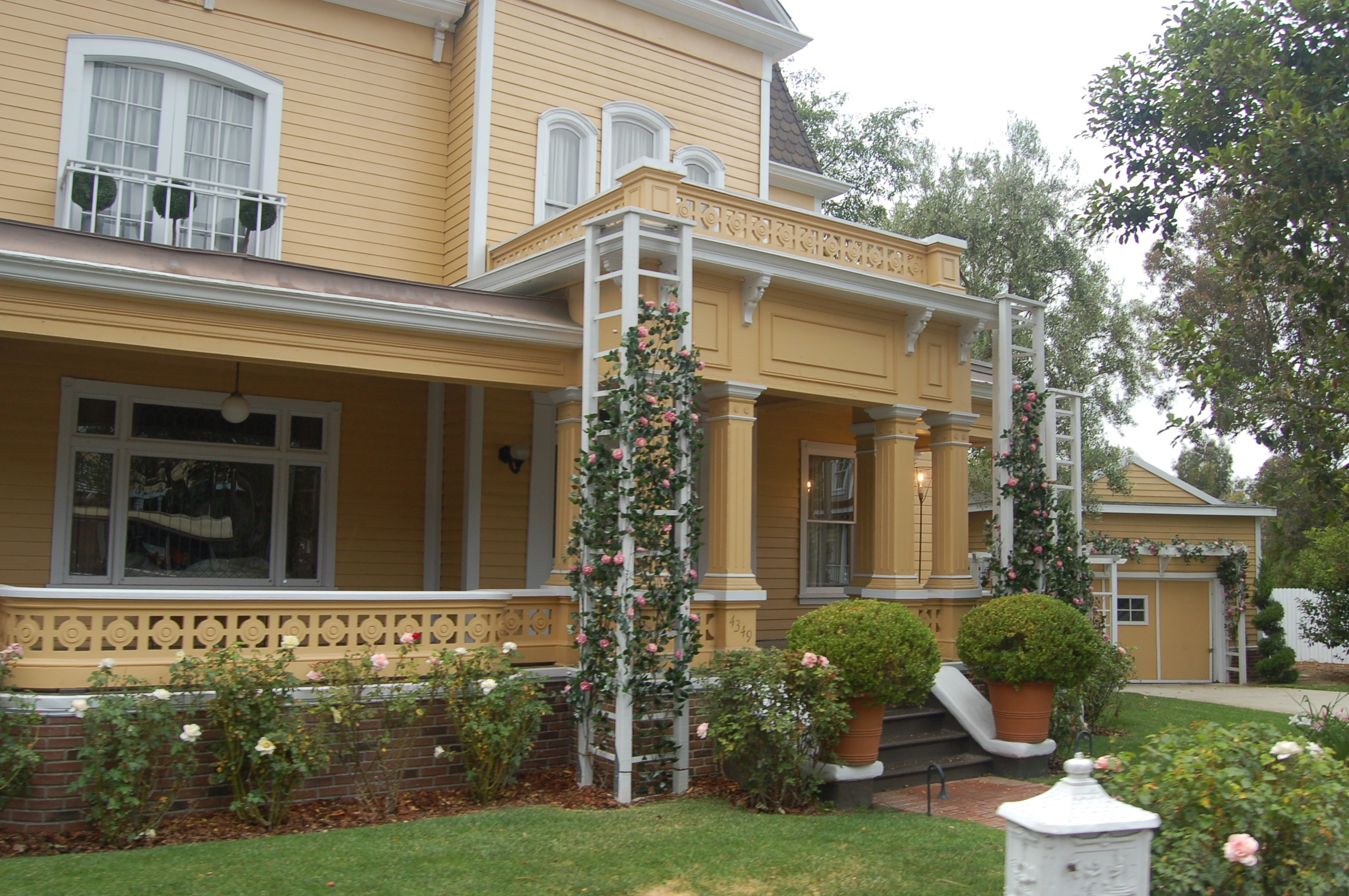
Maison de Gabriella et Carlos Solis.

### Avant la série
Lors d'un flashback de la huitième saison, on assiste à une scène dans laquelle Gabrielle essaye une robe de mariée accompagnée de Carlos et Juanita Solis, la mère de ce dernier. Juanita déclare à son fils qu'elle est une "croqueuse de diamants" : les hostilités sont déjà lancées entre Gaby et sa belle-mère.
Plutôt, on apprend que le père de Gabrielle travaillait énormément afin de garantir à sa famille de meilleures conditions de vie, mais ce dernier est atteint d'un cancer du foie. Lorsqu'elle va lui rendre visite à l'hôpital, sa mère lui interdit de pleurer afin de ne pas le chagriner. Alors Gaby ne cesse de sourire durant toute la nuit de sa mort. Ce dernier décède alors qu'elle n'est âgée que de cinq ans. Néanmoins, ceci l'aidera énormément durant sa carrière de mannequin.
Plus tard, Lucia, la mère de Gabrielle, épouse un certain Alejandro Perez qui violera sa belle-fille l'année de ses quinze ans. Depuis, elle entretient des rapports assez tendus avec sa mère qui n'a jamais voulu croire en son histoire. À la suite de cela, elle s'enfuit de la maison pour entamer une carrière de mannequin à New York. Elle finit par épouser Carlos Solis et tous deux emménageront à Wisteria Lane, dans la petite ville de Fairwiew. 
Les jeunes mariés font donc leur entrée dans Wisteria Lane : Carlos travaille énormément et laisse régulièrement Gabrielle seule à la maison. Cette dernière n'a de cesse de prétendre valoir mieux que les autres femmes du quartier et de se vanter de sa glorieuse carrière de mannequin. Ce qui évidemment leur déplaît fortement, au point de commérer sur son dos. Eli Scruggs, l'homme à tout faire, lui conseille finalement de s'excuser ce qui lui fera enfin rejoindre les autres femmes du quartier.

### Saison 1
Issue d'une famille d'origine mexicaine (de Guadalajara comme son mari), Gabrielle est un ancien mannequin. Elle a épousé Carlos Solis mais se sent profondément délaissée par son époux qui travaille nuit et jour. Elle trouve consolation auprès son jeune jardinier John Rowland.
Mais cette relation est découverte par sa belle-mère, Juanita Solis, venue à la demande de Carlos qui avait des soupçons sur la fidélité de sa femme.
Elle souhaite le dire à son fils mais elle est accidentellement fauchée par Andrew Van de Kamp.
Elle est alors plongée dans le coma, au bonheur de Gaby.
Vers la fin de la première saison, Gabrielle apprend qu'elle est enceinte. Le responsable est son mari Carlos qui a remplacé discrètement ses pilules contraceptives par des médicaments placebos. Cependant, elle ignore qui de Carlos ou de John est le père.

### Saison 2
On apprend par ailleurs que Gabrielle est catholique et qu'elle refuse par conséquent de divorcer. Elle fait une fausse couche en tombant dans l’escalier lorsqu'elle surprend Caleb Applewhite dans sa maison. Pensant qu'elle vit cela comme une terrible douleur, Carlos qui est en prison envoie un ancien détenu, Hector Ramos pour l'aider. C'est à ce moment-là qu'elle confie que la perte de ce bébé l'a affectée et qu’elle ferait tout pour en avoir un à nouveau. 
Durant le long de cette seconde saison, Gabrielle trouve en Sœur Mary Bernard, une jolie religieuse, une rivale de taille. La jeune femme bouleverse le comportement de Carlos lorsqu'il est en prison et essaie de le persuader de mettre fin à son mariage. Quand elle apprend que le groupe de Sœur Mary Bernard est en manque de moyens pour aider les habitants du Botswana, Gaby fait un important don financier afin s'assurer que cette dernière quitte la ville. Lorsqu'elle apprend que Carlos a également prévu de partir, elle est furieuse. Elle omet donc de préciser au médecin que son mari est allergique au blanc d'oeuf alors qu'il est chargé de le vacciner. À la suite de ce vaccin, il fait une grave réaction allergique et est contraint de rester chez lui.
Gabrielle invoque aussi la jalousie de Lynette Scavo en embrassant "amicalement" son mari Tom Scavo. Lynette prend alors sa revanche en embrassant à son tour Carlos, ce qui la contrarie fortement.
À la suite de la fausse couche de Gabrielle, le couple a recours à l'adoption. Ils concluent donc un pacte avec Libby Collins, une stripteaseuse. Gaby prénome l'enfant Lily. Cependant, Libby change d'avis et demande à récupérer sa fille. Quand cette dernière repart avec Lily, Gabrielle est dévastée, elle regarde l'enfant partir en sanglotant.
Finalement, Carlos et Gabrielle décident de faire de leur nouvelle bonne Xiao-Mei la mère porteuse de leur enfant. La fécondation in vitro est alors un succès et Xiao-Mei tombe enceinte. À la fin de la deuxième saison, Gaby surprend la liaison de Carlos avec Xiao-Mei. À la suite de cela, elle ne renvoie étonnamment pas cette dernière, préférant lui demander de l'aider à jeter les affaires de son mari depuis le balcon de leur chambre.

### Saison 3
Au début de la troisième saison, Gabrielle et Carlos officialisent leur divorce. Quand Xiao-Mei accouche, le bébé a la peau noire et le docteur leur déclare qu'il est issu d'autres donneurs. Le couple se passera donc d'enfant. À la suite de cet épisode, Gaby tente de se rapprocher à nouveau de John mais ce dernier s'est fiancé. Toujours amoureux de son ex-femme, Carlos redemande Gabrielle en mariage, mais elle décline l'offre. Elle le torture mentalement pour qu'il abandonne cette idée.
Après ces échecs, Gabrielle décide donc de retourner à sa carrière de mannequin. Elle recontacte son ancien employeur et tout semble aller pour le mieux. Jusqu'à sa rencontre avec la nouvelle star : Tanya. Elle dut ensuite poser dans une tenue de mère de famille, ce qui lui déplut fortement. À la suite de cet échec cuisant, Gaby décide d'arrêter une nouvelle fois sa carrière de mannequin et entame une nouvelle relation avec Bill Pearce, à laquelle ce dernier met fin.
Après avoir reçu plusieurs cadeaux dont elle n'en connaissait pas l'expéditeur, Gabrielle se rend finalement au rendez-vous proposé par ce dernier. L'expéditeur se revèle être Zach Young qui la harcèle sans cesse. Elle profite donc du fait ce dernier soit désormais milliardaire pour qu'il paye la caution de Mike Delfino, demandé par Susan Mayer. Malgré le fait que Gaby ait demandé à Zach une relation n'allant pas au-delà de l'amitié, celui-ci continue de la harceler et profite du fait qu'elle soit ivre pour soi-disant coucher avec elle, ce qui correspondrait à un viol, ce qui la contrarie fortement. Zach demande alors Gabrielle en mariage durant la soirée d'ouverture de la pizzeria Scavo, ce qu'elle refuse catégoriquement.
Gabrielle rencontre alors un politicien du nom de Victor Lang. Victor et Gaby sont au cœur d'un scandale médiatique après qu'ils se sont fait photographier dans un ascenseur en train de faire l'amour. Pour couper court à la rumeur, Gabrielle "accepte" d'épouser Victor. Le mariage a donc lieu dans le dernier épisode de la troisième saison. Apres la cérémonie, elle surprend une conversation entre Victor et son père qui révèle que ce mariage est avant tout pour Victor une occasion d'avoir le vote des latinos pour les élections prochaines. Véritablement chamboulée, elle court se réfugier dans un salon où elle trouve Carlos en train de boire du champagne. C'est à ce moment-là que la relation secrète entre Carlos et Gabrielle débute.

### Saison 4
Gabrielle a d'abord du mal à s'entendre avec la nouvelle voisine de la saison, Katherine Mayfair, avec qui elle a quelques différents. Mais sa véritable ennemie dans cette saison se révèle être Edie Britt, qui en vient à découvrir la vérité sur la relation qu'elle entretient avec Carlos. Victor décède lors de la tornade. Carlos étant son amant, elle l'épouse une seconde fois sans savoir qu'il est devenu aveugle. Pour remédier aux problèmes d'argent qui les touchent elle et Carlos, Gaby décide de sous-louer une chambre de leur maison et fait la connaissance d'Ellie Léonard, une femme trafiquante de drogue avec laquelle elle entretiendra une relation plutôt fusionnelle de type mère/fille.

### Saison 5
Gabrielle est désormais mère de deux filles : Juanita et Célia Solis. Juanita est plutôt grassouillette, ce qu'elle a beaucoup de mal à accepter. Gaby arbore désormais une allure beaucoup moins soignée et a perdu sa taille de mannequin. Elle se remet beaucoup en question sur sa silhouette car elle apprend que Carlos peut finalement recouvrer la vue. Gabrielle est heureuse : elle s'apprête à toucher de l'argent car Carlos reprend son travail. Elle pense au temps qu'elle a perdu lorsque Carlos était aveugle, c'est-à-dire celui dédié au shopping. Dans les derniers épisodes, Carlos souhaite accueillir sa nièce Ana qui est de toute évidence une vraie peste.

### Saison 6
La nièce de Carlos, Ana, est installée à Wisteria Lane et des conflits entre l'adolescente qui veut devenir mannequin et Gaby se créent. Cette dernière décide de devenir la tutrice d'Ana. Gabrielle revoit son ancien amant, John Rowland, et Ana est engagée dans son restaurant et elle tombe amoureuse de lui. Gabrielle est évidemment contre cette relation sans pour autant dévoiler son passé à la jeune fille. Ana découvrira sa tante et John s'embrassant et Gaby sera donc obligé de lui raconter la vérité mais en lui disant qu'elle ne ressent plus rien pour l'ancien amant.
Dans la suite de la saison, les compétences de Gabrielle en tant que mère sont remises en doute et sa fille, Juanita, sera exclue de son école. Gaby lui donnera donc des cours à la maison mais les relations ne seront pas des plus faciles entre la mère et la fille. Gabrielle découvrira que Lynette est enceinte et que cette dernière l'a caché à Carlos. Alors une très grande tension s'installe entre les Solis et les Scavo. Mais lors du crash d'avion, Lynette sauve la fille de Gabrielle, Celia, et les tensions s'apaisent entre les deux familles. Ensuite, Juanita retrouve le chemin de l'école mais Gaby rendra ce nouveau départ un peu difficile. Ana sortira avec Dany Bolen, le fils des nouveaux voisins. Mais Carlos les surprend dans une position très équivoque qui le mettra hors de lui au point de bousculer très fortement Dany. En voulant s'excuser auprès de la famille, Gaby et Carlos entendent au pas de la porte des Bolen une conversation qui laisse deviner d'un lourd secret arrivé dans le passé. Alors pour protéger leur nièce, les Solis décident de l'envoyer à New York faire des études de mannequinat… Mais lorsque Danny ira à New York pour retrouver Ana et lui dire que Gabrielle ne l'a envoyée là-bas que pour les séparer, Gabrielle et Angie Bolen sauteront dans le premier avion pour aller les récupérer. Durant ce voyage Gabrielle va apprendre le terrible secret d'Angie. À partir de ce moment les deux femmes se rapprocheront. Mais Angie va être prise en otage dans sa propre maison par son ex Patrick qui est le père biologique de Danny. Angie le dira à Gabrielle par l'intermédiaire d'un message qu'elle glissera dans un plat de lasagnes que Gabrielle est venue lui faire goûter. Dès que Gabrielle sera au courant elle ira informer Nick qui se trouve à l'hôpital mais Nick étant dans un état critique, Gabrielle devra se débrouiller seule, elle grimpe alors jusqu'au premier étage de l'arrière de la maison ou elle trouve Danny attaché, elle le libère et entend une voiture exploser : Angie avait placé une bombe dans le détonateur qu'elle avait donné à Patrick. L'intrigue de la saison est enfin finie. Pour Gabrielle la saison 6 se finit sur Bree Van de Kamp qui est en train d'avouer à Gabrielle que c'est Andrew qui a renversé Mama Solis. 

### Saison 7
Pour Gabrielle tout va bien, mais tout va aller de pire en pire : Bree lui annonce que c'est Andrew qui a tué sa belle-mère, puis Carlos lui apprend que leur fille Juanita n'est en réalité pas leur fille, mais qu'elle a été échangée à la naissance. Gabrielle va ainsi tout faire pour retrouver sa fille biologique, et demande donc à Bob Hunter de la retrouver. Assez rapidement, Bob retrouve la trace de la famille, et Carlos apprend ce que sa femme a fait dans son dos. Il l'avertit alors très clairement qu'il ne lui pardonnera jamais si Juanita lui était enlevée par sa faute.Leur fille biologique se nomme Grace Sanchez et, comme Gabrielle, a un goût prononcé pour les belles choses. Gaby lui offrira un sac Chanel mais la mère de Grace le refusera catégoriquement.
Finalement, alors que Grace est chez elle, Gabrielle décide de lui offrir le collier qu'elle a payé avec sa première paye lorsqu'elle était mannequin. Grace et Gabrielle vont se rapprocher rapidement, ce qui commencera à inquiéter Juanita. Gabrielle et Carlos découvrent ensuite que les parents de Grace sont des immigrés clandestins. Ils se retrouvent forcés de quitter le pays suit à un contrôle routier, ce que Gabrielle vit très mal. Elle achète une poupée en l'effigie de la petite Grace et pense qu'il s'agit vraiment de sa petite fille, ce qui inquiète Carlos quand un voyou vole leur voiture avec la poupée dedans et que Gabrielle se met en danger pour récupérer la poupée. Carlos décide que Gabrielle devrait voir un psy pour parler de ses problèmes et on apprend que Gabrielle a souffert dans son enfance. En effet, elle fut violée de façon répétée par son beau-père. Comme thérapie, le psy décide qu'il serait bien d'envoyer Gabrielle dans sa ville natale et lire une lettre devant la tombe de son beau-père dans laquelle elle exprimera tous ses sentiments. 
Après son voyage, Juanita a peur après avoir vu un film d'horreur et elle dit que quelqu'un les surveille dans la rue. Dans les derniers épisodes, on apprend qu'un homme surveille Gabrielle. Elle décide donc de s'inscrire à un cours de tir, pour ne plus avoir peur de sortir. On apprend ensuite que cet homme est son beau-père, qu'il n'est pas mort, et que c'était en réalité une rumeur lancée par celui-ci. Gabrielle décide de se prendre en main et de l'attirer dans un piège dans la forêt, loin des habitants de Wisteria Lane. Elle le menace avec son pistolet et lui dit qu'il doit disparaître de sa vie. Pendant le diner en l'honneur du retour de Susan, Gabrielle doit retourner chez elle pour préparer les desserts. Son beau-père s’introduit chez elle mais Carlos arrive à temps et le frappe avec un chandelier, le tuant sur le coup accidentellement. Susan, Lynette et Bree arrivent pour savoir pourquoi Gabrielle prenait autant de temps et découvrent le cadavre, comprenant ainsi ce qui s'est passé. Bree décide d'apporter son aider à Carlos pour lui éviter la prison, comme elle avait sauvé son fils, en cachant le cadavre et en faisant comme s'il ne s'était rien passé. Cette attention pousse Carlos à oublier sa rancœur et de pardonner à Bree.

### Saison 8
Rongé par la culpabilité, Carlos sombre dans l'alcool et doit partir en cure. Gabrielle se retrouve donc seule à s'occuper de ses filles, avec une brève aide de la part de Roy Bender, qui se retrouve à la rue lorsque Karen McCluskey tente de l'éloigner afin qu'il ne sache pas qu'elle est atteinte d'un cancer. À sa sortie, Carlos décide de changer de travail : ne voulant plus exploiter le malheur des autres pour s'enrichir, il décide de travailler comme éducateur dans une ONG. Ce choix contraint donc Gabrielle et lui à réduire leur train de vie. 
Gabrielle trouve alors un job en tant qu'assistante dans un magasin de mode. Ce nouveau travail crée une nouvelle dynamique dans leur couple, puisque c'est maintenant Gabrielle qui ramène la majorité de l'argent dans leur foyer. Puis le meurtre de son beau père revient sur le tapis et Bree se retrouve arrêtée à cause d'Orson Hodge qui l'a dénoncée, et doit faire face à un procès car elle est soupçonnée du meurtre. Gabrielle a d'abord l'air de s'en moquer puis, voyant où cela peut mener son amie, elle décide de se dénoncer lors du procès à la place de Carlos et d'endosser le crime car elle pense que les jurés seront plus cléments avec elle qu'avec quelqu'un d'autre, sachant qu'elle a été victime de viol de la part d'Alejandro. Heureusement, Karen, qui dort chez elle, entend toute l'histoire et décide de se dénoncer pour protéger ses amies. Le procureur décide de ne pas la poursuivre étant donné son âge et sa santé déclinante.

### Après la série
On apprend que Gabrielle quitte Wisteria Lane un an après la dernière partie de poker des Housewives. Elle crée un site de vente d'habits en ligne, Gabrielle's Closet, et finit par animer une émission de téléachat. Elle et Carlos vont déménager en Californie dans une magnifique maison, ce qui ne les empêchera pas de continuer à se disputer.

## Apparence
Gabrielle porte des tenues osées en opposition à Lynette qui est plus casual ou encore Bree qui cherche des tenues classiques bourgeoises.
Elle est très souvent juchée sur des hauts talons, Eva Longoria étant moins grande que les autres actrices.
Elle est aussi très maquillée, on la voit régulièrement retoucher son maquillage.
Dans la saison 1, Gabrielle a les cheveux noirs qui lui arrivent jusqu'aux épaules. Elle les laisse pousser jusqu'à la saison 2. Dans la saison 3, elle est blonde. Arrivée à la saison 5 avec un carré court, les cheveux bruns, pas très coiffés. Gaby a la peau bien mate et ses yeux sont marrons depuis toujours. Elle s'habille toujours à la mode, et traite son corps avec le plus grand soin, produit de beauté etc. C'est une ancienne mannequin. Lors de la saison 5 elle est plus négligente sur son physique car elle et Carlos sont pauvres à cause de la cécité de son mari. Mais elle recommence à prendre soin d'elle lorsque Carlos retrouve la vue.

## Voitures
Au début de la série, Gabrielle conduit une Maserati spider cabriolet de couleur noire. Peu de temps après, Gabrielle achète une Aston Martin DB9 Volante cabriolet de couleur rouge foncé. Cette voiture ne connut qu'un seul accident : la limousine du candidat à la mairie Victor Lang emboutit l'arrière du cabriolet de la Housewife. La voiture possède une capote de la même couleur mais elle n'est baissée que rarement, comme lors de la tornade. À la suite d'ennuis financiers dus à la cécité de son mari Carlos Solis, Gabrielle doit revendre sa voiture à un couple d'indiens qui la destinent… à la nourrice ! Gaby rachète alors la vieille voiture d'Andrew Van de Kamp, cabossée et en très mauvais état. Lorsque l'argent coule à nouveau à flot dans le couple Solis, on retrouve Gabrielle avec une Mercedes E550 qu'on lui vole alors qu'elle se rend avec son mari dans un restaurant chinois. Elle rachète peu de temps après une autre Mercedes du même type.

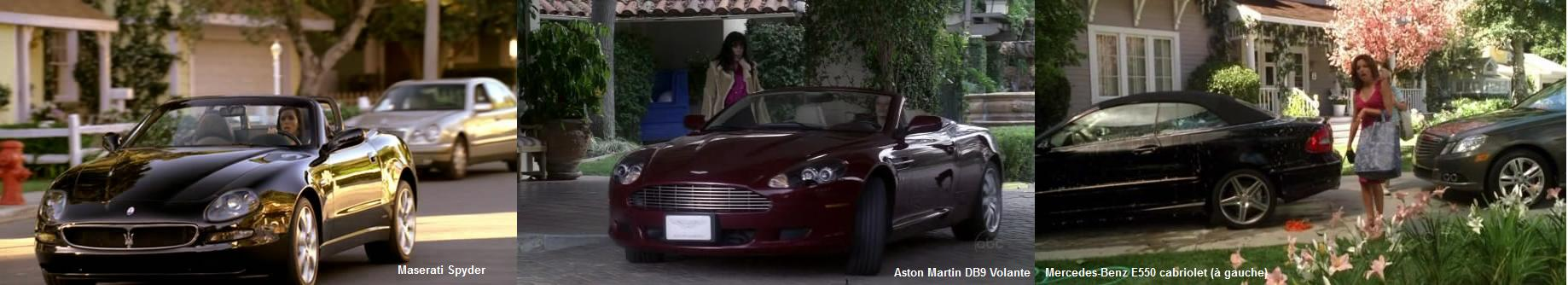

## Maison
Gaby habite au 4349 Wisteria Lane. Elle possède une maison ocre d'un style colonial fort luxueux. Il y a un porche à l'avant de la maison où se trouvent fauteuils en rotin et palmiers. Il y a un garage séparé à la droite de la maison. L'intérieur du salon a totalement été rénové dans la saison 8. Les Solis détiennent également une piscine non visible depuis l'extérieur puisqu'elle est disposée derrière la maison où ils reçoivent pour des barbecues et fêtes d'anniversaire de leurs filles.